# Comtat de Montpensier
El comtat de Montpensier fou una senyoria feudal de França. Fou primer senyoria esmentada al segle xii amb Guiu de Thiers; va esdevenir comtat el 1386; després de la traïció de Carles (III) el conestable de Borbó, el comtat fou confiscat el 1525, però fou retornat el 1539 a la germana del conestable, i elevat a ducat.

## Llista de senyors de Montpensier

### Casa de Thiers
- ????-????: Guiu de Thiers
- ????-????: Agnes o Alix de Thiers, filla

casada en primeres noces el 1145 amb Ramon de Borgonya, comte de Grignon
casada en segones noces el 1160 amb Humbert IV, senyor de Beaujeu

### Casa de Beaujeu
- ????-1216: Guixard I († 1216), senyor de Beaujeu (Guixard IV), fill d'Humbert IV i d'Alix de Thiers

casat el 1197 a Sibil·la d'Hainaut, filla de Balduí V, comte de Hainaut i de Margarida d'Alsàcia
- 1216-1256: Guixard II († 1256), fill

casat el 1226 amb Caterina d'Alvèrnia, filla de Robert I delfí d'Alvèrnia i comte de Clermont
- 1256-1285: Humbert II († 1285), fill

casat el 1276 amb Isabel de Mello
- 1285-1308: Joana († 1308), filla

casada el 1292 amb Joan II, comte de Dreux

### Casa de Dreux
- 1308-1329: Robert V (1293 † 1329), fill

casat el 1321 amb Maria d'Enghien
- 1329-1331: Joan III (1295 † 1331), germà, fill de Joan II i de Joana de Beaujeu

casat vers 1329 amb Ida de Rosny († 1375)
- 1331-1345: Pere, (1298 † 1345), germà, fill de Joan II i de Joana de Beaujeu

casat el 1341 amb Isabel de Melun, († 1389)
- 1345-1346: Joana I, (1345 † 1346), filla, morta sense descendència. Montpensier passa al descendents d'un germà d'Humbert II:
- Lluís I de Beaujeu († 1280), senyor de Montferrand, pare de:
- Margarida, casada el 1290 amb Ebles VIII, vescomte de Ventadour, mare de:
- Bernat de Ventadour

### Casa de Ventadour
1346-1384: Bernat de Ventadour, ven Montpensier a Joan de França, duc de Berry, fill de Joan II de França el Bo, rei de França. Montpensier és erigida en comtat i donat al fill de Joan de Berry.

## Llista de comtes de Montpensier

### Casa de Berry
- 1386-1401: Joan II (1363 † 1401), fill de Joan, duc de Berry.
- 1401-1416: Joan de Berry (1340 † 1416), pare, recupera el comtat a la mort del fill
- 1416-1434: Maria de Berry (vers 1375-1434), duquessa d'Alvèrnia i comtessa de Montpensier, filla de l'anterior i la seva primera dona Joana d'Armanyac

casada en primeres noces el 1386 amb Lluís de Châtillon (mort el 1391), comte de Dunois
casada en segones noces el 1392 amb Felip d'Artois (1358-1397), comte d'Eu
casada en terceres noces el 1401 amb Joan I de Borbó (1381-1434), duc de Borbon i comte de Forez

### Casa de Borbó-Montpensier
- 1434-1486: Lluís I el Bo, fill de Joan I de Borbó i de Maria de Berry

casat en primeres noces el 1428 amb Joana († 1436), delfina d'Alvèrnia i comtessa de Clermont
casat en segones noces el 15 de febrer de 1442 amb Gabriela de La Tour (+1486)
- 1486-1496: Gilbert (1443 † 1496), comte de Montpensier i delfí d'Alvèrnia, fill del segon matrimoni

casat el 1481 amb Clara Gonzaga de Màntua (1464 † 1503)
- 1496-1501: Lluís II (1483 † 1501), fill
- 1501-1525: Carles (1409 † 1527), el conestable de Borbó, germà

casat el 1505 amb Susana de Borbó (1491 † 1521)

## Ducs de Montpensier

### Casa de Borbó-Montpensier
- 1539-1561: Lluïsa de Montpensier (1484 † 1561), filla de Gilbert

casada en primeres noces el 1499 amb Andreu III de Chauvigny († 1503), príncep de Déols
casada en segones noces el 1504 amb Lluís de Borbó-Vendôme, príncep de la Roche-sur-Yon (1473 † 1520)

### Casa de Borbó-Vendôme

Armes dels Borbó-Montpensier

- 1561-1582: Lluís III de Borbó-Vendôme (1513 † 1582), fill

casat en primeres noces amb Jacquelina de Longwy († 1561)
casat en segones noces amb Caterina de Guisa, duquessa de Montpensier o Caterina de Lorena (1552-1596)
- 1582-1592: Francesc (1542-1592), fill amb la primera dona

casat amb Renata (1550-1590), marquesa de Mézières
- 1592-1608: Enric (1573-1608), fill

casat amb Enriqueta Caterina (1585-1656), duquessa de Joyeuse
- 1608-1627: Maria de Borbó, duquessa de Montpensier (1605-1627), filla (única).

casada amb Gastó de França (1608-1660), duc d'Orleans

### Casa d'Orleans

Casa d'Orleans

- 1627-1693: Anna Maria Lluïsa d'Orleans (1627 † 1693), anomenada la Gran Senyoreta, filla única, va deixar el ducat en llegat al seu cosí Felip de França anomenat "el Senyor", germà de Lluís XIV passant així de la tercera a la quarta casa d'Orleans.
- 1693-1701: Felip de França, fill del rei Lluís XIII de França
- 1701-1723: Felip d'Orleans, anomenat «el Regent», fill.
- 1723-1752: Lluís d'Orleans, fill
- 1752-1785: Lluís Felip I d'Orleans, fill
- 1785-1793: Felip d'Orleans, conegut com a Felip Igualtat, fill, va renunciar al títol en favor del seu fill.
- 1785-1807: Lluís Antoni d'Orleans (1775-1807), mort solter.
- 1807-1830: Lluís Felip II d'Orlèans, fill de Felip Igualtat, puja al tron el 1830 amb el nom de Lluís Felip I. Va donar el títol al seu darrer fill.
- 1830-1890: Antoni d'Orleans, fill de l'anterior i nebot de Lluís Antoni

casat amb Lluïsa Ferrana de Borbó (1832-1897)
- 1890- 1924 Ferran, fill de Felip d'Orléans «comte de París», pretendent a la corona de França i besnebot d'Antoni d'Orléans que va morir sense successió. Posteriorment el títol, merament de cortesia, va quedar vacant fin que fou donat a:
- 1984-: Maria Teresa de Wurtemberg (1934-) el va rebre després del divorci d'Enric d'Orleans «comte de París» amb el que s'havia casat el 1957.